# مهارکننده وارسی ایمنی
مهارکننده وارسی ایمنی (انگلیسی: Checkpoint inhibitor) نوعی از ایمنی‌درمانی سرطان است که وارسی ایمنی را هدف قرار می‌دهد که کارش تنظیم و کنترل دستگاه ایمنی است. برخی یاخته‌های سرطانی می‌توانند با تحریک این فرایند، خود را از حملهٔ دستگاه ایمنی مصون کنند. درمان‌های معطوف به وارسی ایمنی، قادرند با مسدودکردن وارسی ایمنی مهاری، عملکرد دستگاه ایمنی را به حالت عادی درآورند. نخستین داروی ضد سرطان که وارسی ایمنی را هدف قرار داد، داروی ایپیلیموماب بود که بازدارندهٔ CTLA-4 است و در سال ۲۰۱۱ در ایالات متحده آمریکا تأیید شد.
مهارکننده‌های کنونی وارسی ایمنی که تأیید شده‌اند، مولکول‌های CTLA-4، PD-1 و PD-L1 را هدف قرار می‌دهند. PD-1 یک پروتئین تراغشایی بر روی یاخته‌های ایمنی است که با PD-L1 موجود بر سطح سلول‌های بدن واکنش نشان می‌دهد و جلوی فعالیت سلول‌های ایمنی را می‌گیرد. یکی از وظایف مهم PD-L1، تنظیم فعالیت لنفوسیت‌های تی است. به‌نظر می‌رسد که یاخته‌های سرطانی با افزایش تولید PD-L1 بر سطح خود، جلوی حملات لنفوسیت‌های تی را می‌گیرند. پادت‌هایی که به PD-1 یا PD-L1 وصل می‌شوند و جلوی تعامل ایندو را می‌گیرند، ممکن است به حملهٔ لنفوسیت‌های تی به سلول‌های سرطانی کمک کنند.
کشفیاتی که در علوم پایه انجام شد و منجر به درمان‌های مهار وارسی ایمنی شد، برای جیمز پی. الیسن و تاسوکو هونجو، جایزه تانگ و جایزه نوبل فیزیولوژی و پزشکی را در سال ۲۰۱۸ میلادی به ارمغان آورد.

## انواع
| نام         | هدف درمانی | پذیرفته‌شده در |
| ----------- | ---------- | ------------- |
| ایپیلیموماب | CTLA-4     | ۲۰۱۱          |
| نیوالیومب   | PD-1       | ۲۰۱۴          |
| پمبرولیزومب | PD-1       | ۲۰۱۴          |
| آتزولیزومب  | PD-L1      | ۲۰۱۶          |
| آولومب      | PD-L1      | ۲۰۱۷          |
| دوروالومب   | PD-L1      | ۲۰۱۷          |
| سمی‌پلیماب   | PD-1       | ۲۰۱۸          |